# (2028) Janequeo
(2028) Janequeo est un astéroïde de la ceinture principale découvert le 18 juillet 1968 par deux astronomes de l'université du Chili : S. Cofré et Carlos Torres. Sa désignation provisoire était 1968 OB1.
Il tire son nom de Janequeo, femme de Guepotan, un chef des Mapuches. 